# Brkn Love (Album)
Brkn Love ist das erste Studioalbum der kanadischen Alternative-Rock-Band Brkn Love. Das Album wurde am 14. Februar 2020 über Spinefarm Records veröffentlicht.

## Entstehung
Der aus Toronto stammende Sänger und Gitarrist Justin Benlolo schrieb die Lieder des Albums größtenteils in Los Angeles. In den Mate’s Studios in North Hollywood entstanden Demoaufnahmen, die er an den Produzenten Joel Hamilton sendete. Dieser lud Benlolo daraufhin in sein Studio G. in Brooklyn ein, um das Album zu produzieren. Das Album wurde live auf Tonband aufgenommen. Laut Justin Benlolo würde die Musik eine besondere Sättigung erhalten, insbesondere beim Bass und Schlagzeug, die es auf einer digitalen Aufnahme nicht geben würde. Für die Lieder Shot Down, Papercuts und Flies in the Honey wurden Musikvideos gedreht.

## Hintergrund
Das eröffnende Lied I Can’t Lie handelt von den Erfahrungen, die Sänger Justin Benlolo während seiner Zeit in Los Angeles machen musste. Einige Freunde hätten ihm ohne jeglichen Grund ein Messer in den Rücken gestochen. Shot Down habe laut Benlolo einige sexuelle Anspielungen. Allerdings könne man den Titel als ein Lied über eine Naturkatastrophe wie einen Erdrutsch interpretieren.
Mit dem Lied Flies in the Honey kritisiert Sänger Justin Benlolo die großen Pharmahersteller. Seiner Meinung nach würden Ärzte zu vielen Menschen Medikamente verschrieben, die sie gar nicht benötigen. Die Ärzte würden diese Medikamente wie Süßigkeiten verschreiben. Genau geht es in dem Lied um die Verschreibung von Amphetaminen, wobei Benlolo aus eigenen Erfahrungen schreibt.

„Ich habe Freunde gesehen, die während ihrer Zeit an der Universität oder College ihren Verstand zudröhnten und dabei wie Zombies aussahen.“

Papercuts beschreibt die dunkleren Seiten der Menschen und ihre egoistische und selbstsüchtige Attitüde. Es geht um die Gründe dafür, dass diese Menschen nicht zugeben wollen, dass es Dinge gibt, die an ihnen falsch sind. Das abschließende In Your Hands wäre hingegen eine Ode an das Leben.

## Rezeption
Jörg Staude vom deutschen Magazin Rock Hard schrieb, dass Brkn Love mit ihrem Debüt eine „reife Leistung abliefern würde“. Die Band habe „packende Rhythmen, große Hymnen und kleine Melodie-Juwelen“, die das Album „nie langweilg werden lässt“. Staude vergab acht von zehn Punkten. Frank Thießies vom deutschen Magazin Metal Hammer bescheinigte der Band zwar eine „überdurchschnittlich hohe Song-Trefferquote“, kritisierte aber die „fehlende, echter Band-Gemeinschaftsauthentizität“, die „das ganze Ding irgendwie konstruiert wirken lässt“. Thießies vergab vier von sieben Punkten.
Das US-amerikanische Magazin Loudwire zählte Brkn Love zu den 13 besten Debütalben des Jahres 2020.

## Deluxe Edition
Am 19. November 2020 veröffentlichte Spinefarm Records eine so genannte Deluxe Edition des Albums. Diese Version enthält neben den zwölf Liedern der Originalversion vier neue Titel. Darunter befindet sich das Lied River, eine Coverversion eines Liedes der britischen Alternative-/Electronic-Musikerin Bishop Briggs. Ursprünglich wollte die Band keine Coverversionen aufnehmen, sondern eigene Kompositionen veröffentlichen.
Dies änderte sich, als Sänger Justin Benlolo das Lied River im Radio hörte. Benlolo ergänzte, dass Brkn Love „eine andere Seite der Band zeigen wollte“. Darüber hinaus wird Musik während der COVID-19-Pandemie unbedingt benötigt, so dass sich die Musiker dazu entschlossen haben, die vier neuen Lieder aufzunehmen und zu veröffentlichen.